# Progreso de Obregón
Progreso de Obregón è un comune del Messico, situato nello stato di Hidalgo, il cui capoluogo è la località di Progreso.